# I Got 5 on It
I Got 5 on It (in diesem Fall englisch etwa für: Ich habe fünf Dollar für Marihuana) ist ein Lied des US-amerikanischen Rap-Duos Luniz, das sie zusammen mit dem R&B-Sänger Michael Marshall aufnahmen, der den Refrain singt. Der Song ist die erste Singleauskopplung ihres Debütalbums Operation Stackola und wurde am 23. Mai 1995 veröffentlicht.

## Inhalt
| Liedteil   | Künstler              |
| 1. Strophe | Yukmouth              |
| Interlude  | Yukmouth und Numskull |
| 2. Strophe | Numskull              |
| 3. Strophe | Numskull und Yukmouth |

Thematisch dreht sich der Track um den Konsum von Drogen, allen voran Marihuana und Alkohol. Die Künstler schlüpfen dabei jeweils in die Rolle des Lyrischen Ichs. Yukmouth rappt die erste Strophe, in der er davon berichtet, Bier und Schnaps zu trinken sowie Joints zu rauchen. Er macht sich Sorgen, weil sein Geld nicht reicht, um Nachschub zu holen und ärgert sich, dass er sein Marihuana mit zu vielen Leuten teilen muss, ohne dass diese dafür bezahlen. Die zweite Strophe wird von Numskull gerappt, der nahtlos an seinen Vorgänger anknüpft und sagt, dass er ständig Gras raucht und total high ist, sodass er sich am Joint verbrennt. Er fordert seine Freunde auf, mitzurauchen und sich zu betrinken, aber ihm dafür Geld zu geben. Außerdem berichtet er davon, bei einem Drogentest der Polizei durchgefallen zu sein, weil er zu viel Marihuana geraucht habe. Die dritte Strophe wird von beiden gemeinsam gerappt. Sie fahren im Auto, um sich Drogen zu kaufen, wobei sie sich aufregen, dass sie sich kein besseres Gefährt leisten können. Des Weiteren brüsten die Rapper sich mit ihrem Drogenkonsum.

## Produktion
Das Instrumental des Lieds wurde von dem Musikproduzenten Tone Capone produziert. Dabei verwendete er für die Hauptmelodie ein Sample des Songs Why You Treat Me So Bad der US-amerikanischen R&B-Gruppe Club Nouveau von 1987. Außerdem wurden die Tracks Jungle Boogie von Kool & The Gang (1973) und Top Billin’ von Audio Two (1987) gesampelt.

## Musikvideo
Das Video zeigt größtenteils eine Party, die tagsüber im Garten einer Villa stattfindet. Hier rappen Yukmouth und Numskull zwischen feiernden Leuten, die u. a. Billard und Schach spielen. Im Hintergrund sieht man einen Swimming-Pool und leichtbekleidete Frauen tanzen. Später fahren beide mit dem Auto los und kaufen sich bei einem Drogendealer Marihuana, das sie auf dem Rückweg im Auto rauchen. Am nächsten Morgen wachen beide mit fremden Frauen in der Villa auf und flüchten.

## Single

### Covergestaltung
Das Singlecover zeigt ein Foto der beiden Rapper von Luniz, die den Betrachter von oben herab angucken. Das Bild ist von Pappe umrahmt. Am oberen Bildrand steht in roten Buchstaben Luniz und am unteren Rand in Schwarz I Got 5 on It.

### Chartplatzierungen
I Got 5 on It stieg am 2. Oktober 1995 in die deutschen Single-Charts ein und erreichte am 20. November 1995 mit Platz 2 die Höchstposition. Insgesamt hielt sich das Lied 28 Wochen in den Top 100, davon 13 Wochen in den Top 10.
| ChartsChartplatzierungen       | Höchstplatzierung | Wochen |
| ------------------------------ | ----------------- | ------ |
| Deutschland (GfK)              | 2 (28 Wo.)        | 28     |
| Österreich (Ö3)                | 6 (13 Wo.)        | 13     |
| Schweiz (IFPI)                 | 2 (26 Wo.)        | 26     |
| Vereinigte Staaten (Billboard) | 8 (25 Wo.)        | 25     |
| Vereinigtes Königreich (OCC)   | 3 (18 Wo.)        | 18     |

| ChartsJahrescharts (1995)      | Platzierung |
| ------------------------------ | ----------- |
| Deutschland (GfK)              | 44          |
| Vereinigte Staaten (Billboard) | 36          |

| ChartsJahrescharts (1996)    | Platzierung |
| ---------------------------- | ----------- |
| Deutschland (GfK)            | 52          |
| Österreich (Ö3)              | 34          |
| Schweiz (IFPI)               | 22          |
| Vereinigtes Königreich (OCC) | 38          |

### Auszeichnungen für Musikverkäufe
In Deutschland erhielt die Single 1996 für mehr als 500.000 verkaufte Exemplare eine Platin-Schallplatte, womit sie zu den meistverkauften Rapsongs hierzulande gehört. Außerdem wurde der Track in der Schweiz für über 25.000 Verkäufe mit Gold, im Vereinigten Königreich für mehr als 600.000 verkaufte Einheiten mit Platin und in den Vereinigten Staaten für über 1.000.000 Verkäufe ebenfalls mit Platin ausgezeichnet.
| Land/Region                  | Auszeichnungen für Musikverkäufe (Land/Region, Auszeichnung, Verkäufe) | Verkäufe  |
| ---------------------------- | ---------------------------------------------------------------------- | --------- |
| Deutschland (BVMI)           | Platin                                                                 | 500.000   |
| Frankreich (SNEP)            | Silber                                                                 | 125.000   |
| Neuseeland (RMNZ)            | 2× Platin                                                              | 60.000    |
| Norwegen (IFPI)              | Gold                                                                   | 10.000    |
| Schweiz (IFPI)               | Gold                                                                   | 25.000    |
| Vereinigte Staaten (RIAA)    | Platin                                                                 | 1.000.000 |
| Vereinigtes Königreich (BPI) | Platin                                                                 | 600.000   |
| Insgesamt                    | 1× Silber · 2× Gold · 5× Platin ·                                      | 2.320.000 |

## Rezeption
Laut Dzermana Schönhaber von MZEE ist I Got 5 on It „ein Meisterwerk, das sicher niemals in Vergessenheit geraten wird.“ Der Beat schaffe eine einzigartige Atmosphäre, die durch die beiden Rapper „mit Flow und Stimme perfekt abgerundet“ werde.

## Coverversionen
Das markante Instrumental von I Got 5 on It wurde später von verschiedenen Künstlern wiederverwendet. Die wohl bekannteste Coverversion ist der Track Satisfy You von Puff Daddy und R. Kelly, der 1999 in Deutschland ebenfalls Platz 2 erreichte. Auch der Titel I’m Gonna Be Alright von Jennifer Lopez und Nas, der 2002 Rang 6 belegte, basiert auf dem Beat von I Got 5 on It. Zu weiteren Künstlern, die das Instrumental für Lieder oder Freestyles verwendeten, zählen The Game, Yo Gotti, Lloyd Banks und Big Sean. Auf dem Sampler Eko Fresh Presents: German Dream Allstars wurde der Beat in dem Lied Ich bin high, Homie verwendet, an dem neben Dru Down, Eko Fresh, Summer Cem und VD3 auch Yukmouth von The Luniz mitwirkte.